# آلبرت مالتس
آلبرت مالتس (انگلیسی: Albert Maltz؛ ‏ ‎/mɔːlts/‎؛ ‏ ۲۸ اکتبر ۱۹۰۸ – ۲۶ آوریل ۱۹۸۵) فیلم‌نامه‌نویس و رمان‌نویس اهل ایالات متحده آمریکا بود.
او یکی از ده هالیوودی بود که به دلیل امتناع از شهادت دادن در مقابل کنگره ایالات متحده آمریکا در سال ۱۹۴۷ در مورد ارتباط خود با حزب کمونیست ایالات متحده محاکمه و در سال ۱۹۵۰ به زندان افتادند. آنها و بسیاری دیگر از چهره‌های صنعت سرگرمی ایالات متحده متعاقباً در لیست سیاه هالیوود قرار گرفتند که تا سال‌ها مانع استخدام و فعالیت مالتس در این صنعت شد.
از فیلم‌ها یا برنامه‌های تلویزیونی که وی در آن نقش داشته‌است، می‌توان به ماجرای مرموز و پرالتهاب، خانه قرمز، شهر عریان، پیکان شکسته، ردا، دو قاطر برای خواهر سارا و فریب‌خورده اشاره کرد.
وی همچنین برندهٔ جوایزی همچون جایزه او. هنری شده‌است.